# Боболиці
Боболіце (пол. Bobolice, нім. Bublitz) — місто в північно-західній Польщі, на річці Хоцель.
На 31 березня 2014 року, у місті було 4 214 жителів.

## Демографія
Демографічна структура станом на 31 березня 2011 року:
|          | Загалом | Допрацездатний вік | Працездатний вік | Постпрацездатний вік |
| -------- | ------- | ------------------ | ---------------- | -------------------- |
| Чоловіки | 2117    | 408                | 1524             | 185                  |
| Жінки    | 2228    | 401                | 1364             | 463                  |
| Разом    | 4345    | 809                | 2888             | 648                  |